# Пухтоловская дорога
Пу́хтоловская доро́га — дорога в городе Зеленогорске Курортного района Санкт-Петербурга. Проходит от проспекта Ленина до Рощинского шоссе.
Своё название получила 31 марта 2008 года в связи с тем, что дорога идет в направлении бывшей деревни Пухтула (ныне Решетниково) и Пухтоловой горы.
Пока адресов по Пухтоловской дороге нет. Здания на северной стороне недалеко от проспекта Ленина числятся по нему под номерами 86, 88 и 88а, а на южной стороне близ Рощинского шоссе — по Пухтоловой Горе, 2.
В 140 м от проспекта Ленина пересекает реку Жемчужную. В 900 м от Рощинского шоссе на Пухтоловской дороге находятся два переезда с подъездными путями ст. Зеленогорск — завод ЖБИ.